# アルミード (グルック)

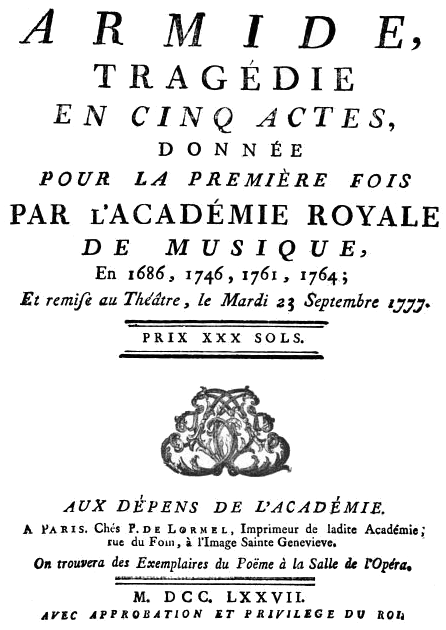
初演時のリブレットの表紙

『アルミード』（フランス語: Armide）は、クリストフ・ヴィリバルト・グルックが作曲した全5幕からなるフランス語のオペラで、ドラム・エロイック（英雄劇）と銘打たれている。リブレットはほぼ90年前にフィリップ・キノーがリュリの同名のオペラ『アルミード』のために書いたものと同じであるが、プロローグは除かれている。1777年 9月23日にパリ・オペラ座にて初演された。

## 概要

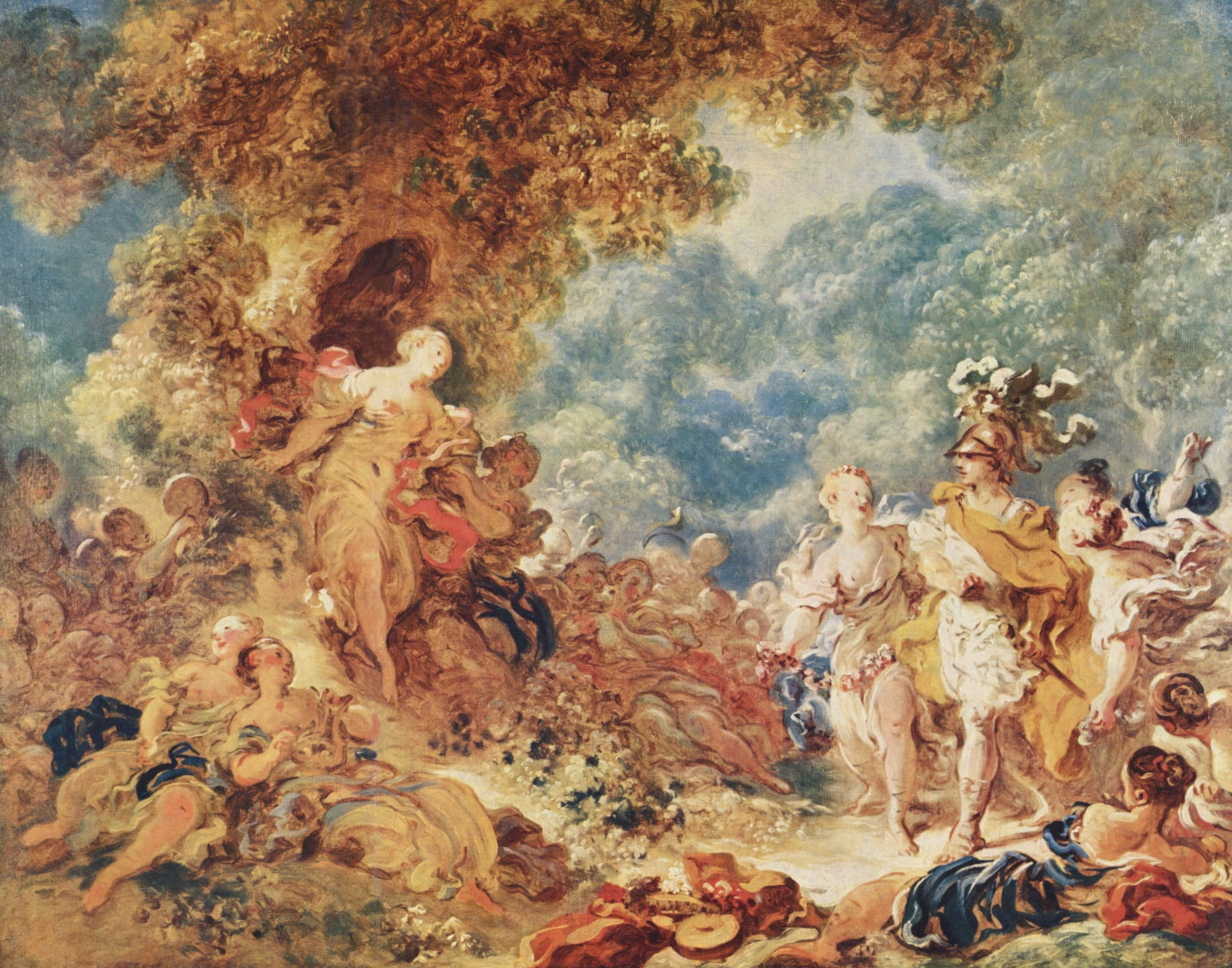
フラゴナールによる『アルミードの庭のルノー』

本作はグルックがパリ・オペラ座のために書いた7曲のオペラのうちの5作目にあたる。このオペラでグルックはジャン＝バティスト・リュリとジャン＝フィリップ・ラモーが築き上げたフランス・オペラの伝統に敬意を表したものだが、同時にこの伝統と対峙するものとなった。ストーリーはイタリアの詩人トルクヮート・タッソーの叙事詩『解放されたエルサレム』に基づいている。この叙事詩を原作とした作品はヘンデル、ハイドン、ロッシーニなど多くの作曲家が手掛けている。本作はグルックの後期のオペラの中では悲劇的な結末を迎える唯一のオペラである。グルックのオペラの中で最も強烈なクライマックスで幕を閉じる作品である。本作は5幕からなり、数々のスペクタクル効果とディヴェルティスマンを持つなど、フランス・オペラの様々な要素をかくも見事に蘇らせたということは彼がいかに多才だったかを示している。このオペラは音楽が最初から最後まで素晴らしい水準で書かれている。
『ラルース世界音楽事典』では「本作はグルックがニコロ・ピッチンニと直接に競って書いた最初の作品である。ピッチンニの方は、グルックより4カ月遅れて1778年1月27日にパリで『ロラン』を上演している。グルックの『アルミード』は作曲者にとって17世紀のバロック的な主題への回帰を示す作品であること、また、これが完全にフランス的とも、イタリア的とも言えないという2つの理由で、かなり二元的である。その上でここでは、オペラ・バレエとトラジェディ・リリックが混合されており、登場人物はかつての『オルフェオとエウリディーチェ』に見られたように地獄を人格化せず、むしろ装飾的役割にとどまっている」と評している。

### 音楽的特徴

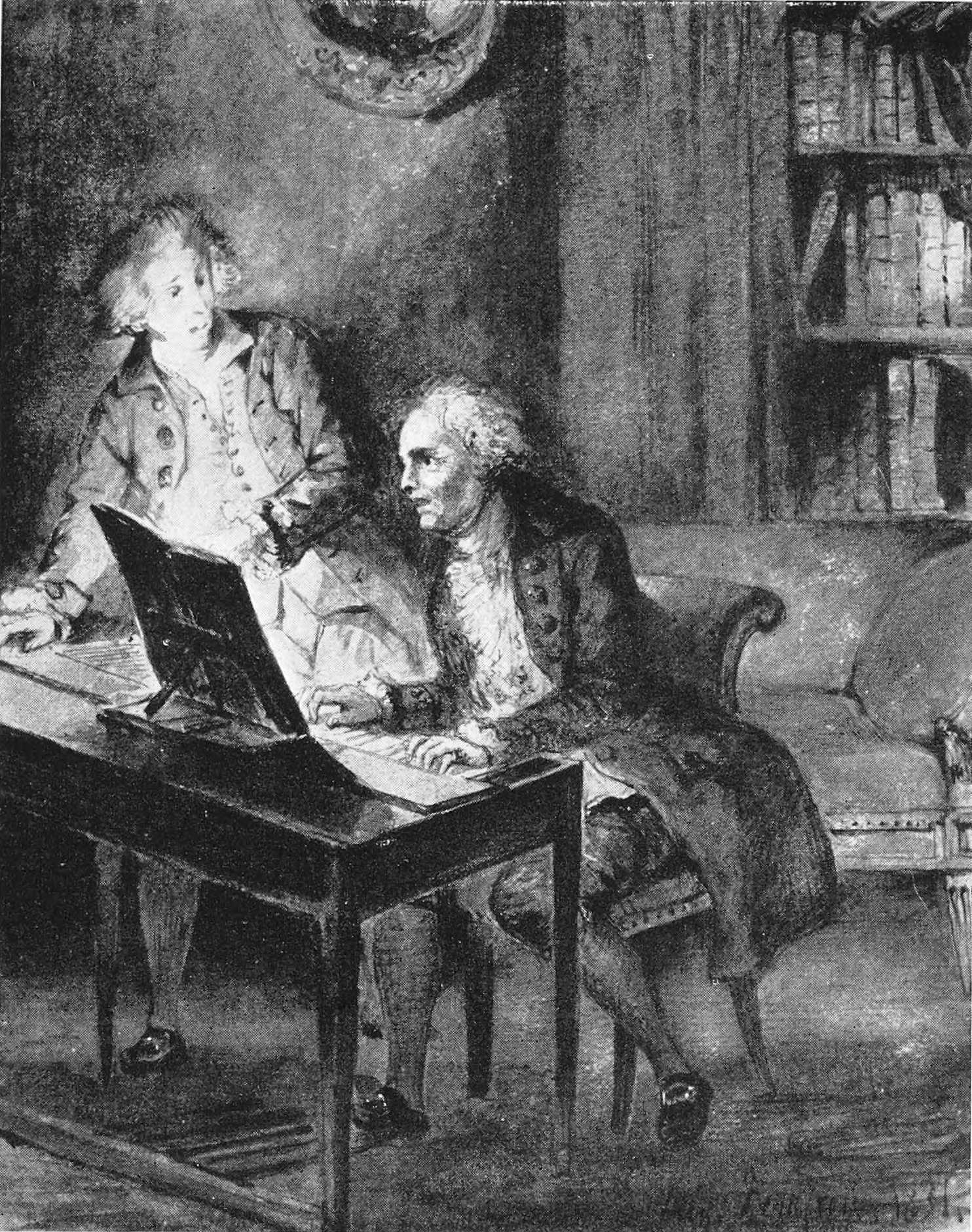
ドラクロワによる『アルミード』を演奏するグルック

レズリィ・オーリィは「この作品ではパリのオペラが得意としていた分野、すなわち、視覚的な豪華さを誇りとするオペラの領域へ意識的に乗り込んでいこうとしたように見える。－中略－このオペラは装飾的と言うよりは見世物的オペラと呼んだ方が一層ぴったりするような感じの作品であった。というのは、アルミードの魔法によってたちまち様相を変える庭園や、また大詰めで彼女の宮殿が紅蓮の炎に包まれてしまう大火災の場などは我々の心をあのワーグナーの『パルジファル』や『神々の黄昏』の世界へと導くからである」と評している。
グラウトは「この曲の最も著しい特徴はロマンティックなスタイルを予見させる牧歌的、感覚的な魅力にある。特にこの感じは〈アリア〉「この風景を見れば見るほど」（Plus j’observe ces lieux）と18世紀にしては驚くほど熱のこもったアルミードとルノーの別れのシーンの愛の二重唱に溢れている。愛の二重唱に続くシャコンヌは、グルックの最も立派な器楽作品の一つで、ラモーの『カストールとポリュックス』のシャコンヌに並ぶ名作である」と評している。
フレデリック・ロベールによれば、グルックのオペラ改革を考える上では、『オルフェとウリディス』(1774年パリ版)や『アルセスト』(1776年改訂版)を改革オペラの最も代表的な作品と見做すべきではなく、『トーリードのイフィジェニー』と『アルミード』の2作品に注意を向けるべきなのである。グルックはそれまでと同じアプローチをするが、それをさらに強調することになる。『アルミード』では登場人物の性格付けをさらにはっきりさせることを狙っている。グルックは「私は音楽家であるよりも、画家・詩人であるように努めました。歌っているのがアルミードか、あるいは他の侍女であるかがその話し方で良く分かるように登場人物に話させる方法を見出しました」とルイ・バイイ・デュ・ルレに宛てて書いている。

### 初演とその後

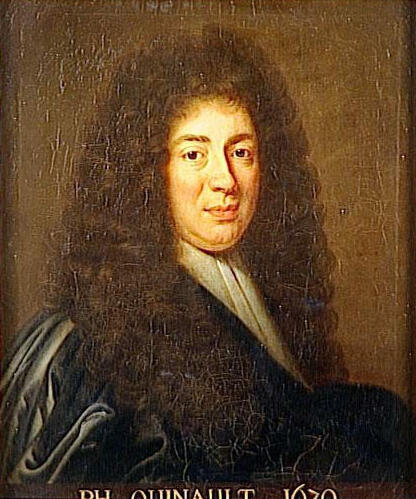
フィリップ・キノー

本作はパリ・オペラ座で初演されたが、それほど成功したといえなかったばかりでなく、イタリア・オペラを支持する《ラ・アルプ》がこれを批判し、ジャン＝フランソワ・マルモンテルやダランベールなども加わって、パリで新しいオペラを用意していたイタリアのオペラ作曲家ピッチンニを支持する彼らが、グルック支持派とのいわゆる「グルック・ピッチンニ論争」を展開してゆくことになった。
グラウトによれば「本作は友人の間では熱烈に歓迎され、敵陣からは罵倒された。確かに旧式の5幕のリブレットが余りに多くのシーンを含んでいて、作曲者に最善の力を発揮させるには適していなかったこともあるが、この作品は部分的な出来不出来が甚だしい。リュリの作品との比較は当然考えられることではあるが、人々のそれぞれの立場に従って、評価は非常にまちまちであった」。
本作は18世紀以降それほど頻繁には上演されていない。重要な再演の一つは1825年にパリで行われたもので、アレクサンドリーヌ=カロリーヌ・ブランシュ（Alexandrine-Caroline Branchu）がタイトル・ロールを歌い、エクトール・ベルリオーズから大いに称賛された。ジャコモ・マイアベーアは1843年にベルリンで本作を指揮している。同年ワーグナーもドレスデンで本作を指揮している。1844年にはパリでの博覧会でベルリオーズが3幕を指揮したが、この時の出演者は900人及んだ。
イギリス初演は1906年7月6日にロンドンのコヴェント・ガーデンロイヤル・オペラ・ハウスにて行われた。出演はリュシエンヌ・ブレヴァル、ラフィッテ、セヴェラック、クラベら、指揮はアンドレ・メサジェであった。アメリカ初演は1910年 11月14日にニューヨークのメトロポリタン歌劇場によって行われた。出演はオリーヴ・フレムスタッド、エンリコ・カルーソー、ジリーら、指揮はアルトゥーロ・トスカニーニであった。

## 楽器編成

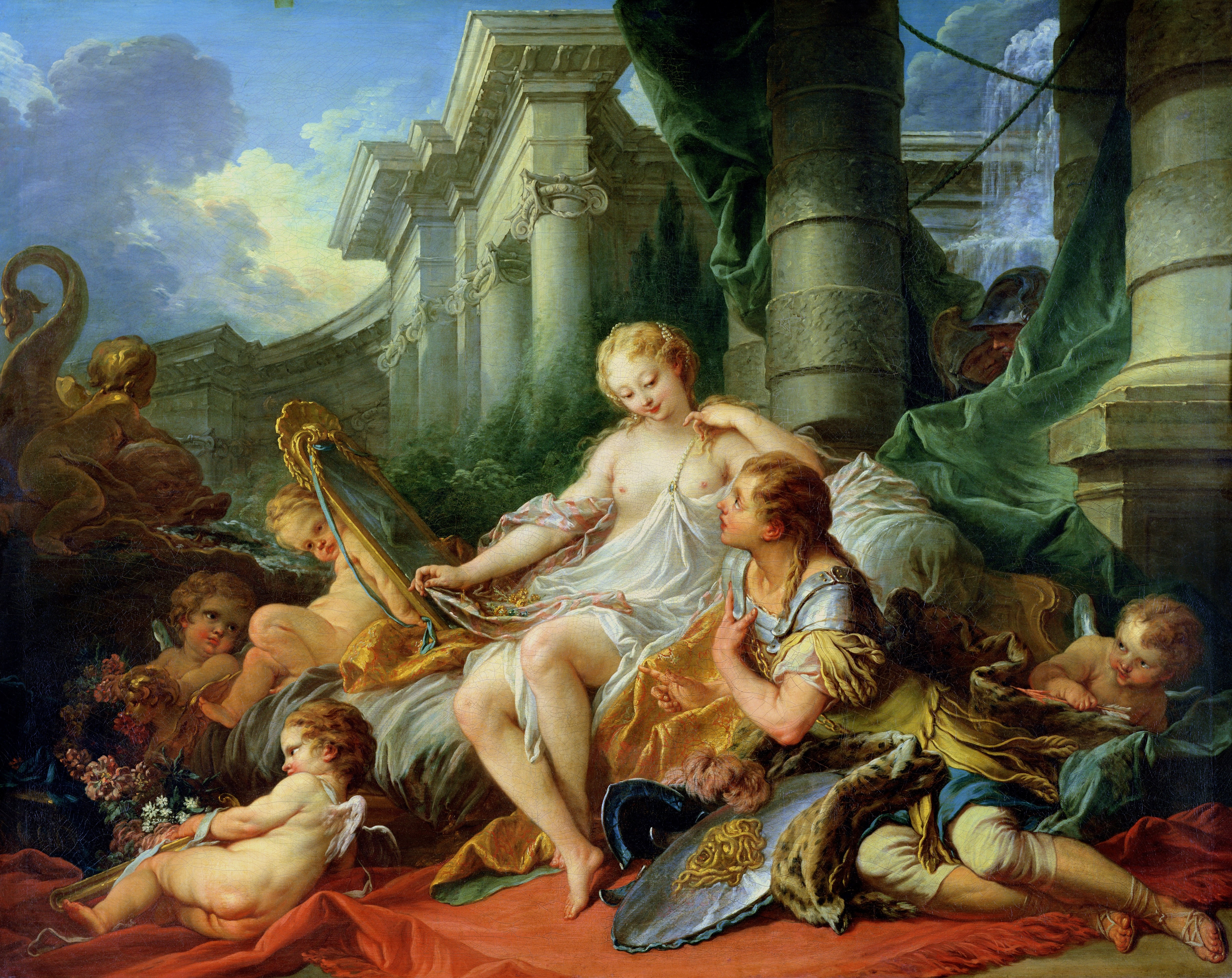
フランソワ・ブーシェ『ルノーとアルミード』1734年、ルーブル美術館蔵

- 木管楽器: フルート2、オーボエ2、クラリネット2、バスーン2
- 金管楽器: ホルン2、トランペット2
- 打楽器: ティンパニ
- 弦五部、チェンバロ

## 演奏時間
第1幕35分、第2幕30分、第3幕30分、第4幕25分、第5幕45分、合計約2時間45分

## 登場人物
| 人物名                                       | 原語                | 声域                          | 役                                        | 初演のキャスト                                                     |
| -------------------------------------------- | ------------------- | ----------------------------- | ----------------------------------------- | ------------------------------------------------------------------ |
| アルミード                                   | Armide              | ソプラノ                      | ダマスカスの王女 魔女                     | ロザリー・ルヴァスール                                             |
| ルノー                                       | Renaud              | テノール （オート・コントル） | 高名な十字軍の兵士                        | ジョゼフ・ルグロ                                                   |
| イドラオ                                     | Hidraot             | バリトン                      | ダマスカスの王 アルミードの伯父・魔法使い | ニコラ・ゲラン                                                     |
| 憎悪の神                                     | La Haine            | コントラルト                  | －                                        | マドレーヌ=セレスト・デュランシー （Madeleine-Céleste Durancy）    |
| ユバルド                                     | Ubalde              | バリトン                      | 十字軍兵士                                | アンリ・ラリヴェー                                                 |
| デンマークの騎士                             | Le chevalier danois | バリトン                      | 十字軍兵士                                | エティエンヌ・レネ                                                 |
| フェニース                                   | Phenice             | ソプラノ                      | アルミードの侍従                          | ルブルジョワ嬢                                                     |
| シドニー                                     | Sidonie             | ソプラノ                      | アルミードの侍従                          | シャトーヌフ嬢                                                     |
| リュサンドに変身した悪魔                     | Le diable1 Lucinde  | ソプラノ                      | リュサンドはユバルドの恋人                | アンヌ=マリー=ジャンヌ・ガヴォダン （Anne-Marie-Jeanne Gavaudan ） |
| メリスに変身した悪魔                         | Le diable2 Mélisse  | ソプラノ                      | メリスはデンマークの騎士の恋人            | アントワネット・サン=テュベルティ （Antoinette Saint-Huberty）     |
| アロント                                     | Aronte              | バス                          | 十字軍の看守                              | ジョルジュ・デュラン                                               |
| アルテミドール                               | Artémidore          | テノール                      | 十字軍兵士                                | ティロ                                                             |
| 水の精                                       | Une Naiade          | ソプラノ                      | －                                        | アンヌ=マリー=ジャンヌ・ガヴォダン                                 |
| 羊飼いの女                                   | Une bergere         | ソプラノ                      | －                                        | アンヌ=マリー=ジャンヌ・ガヴォダン                                 |
| 快楽の精                                     | Un Plaisir          | ソプラノ                      | －                                        | アントワネット・サン=テュベルティ                                  |
| 合唱：ダマスカスの人々、精霊、悪魔、民衆など |                     |                               |                                           |                                                                    |

衣装

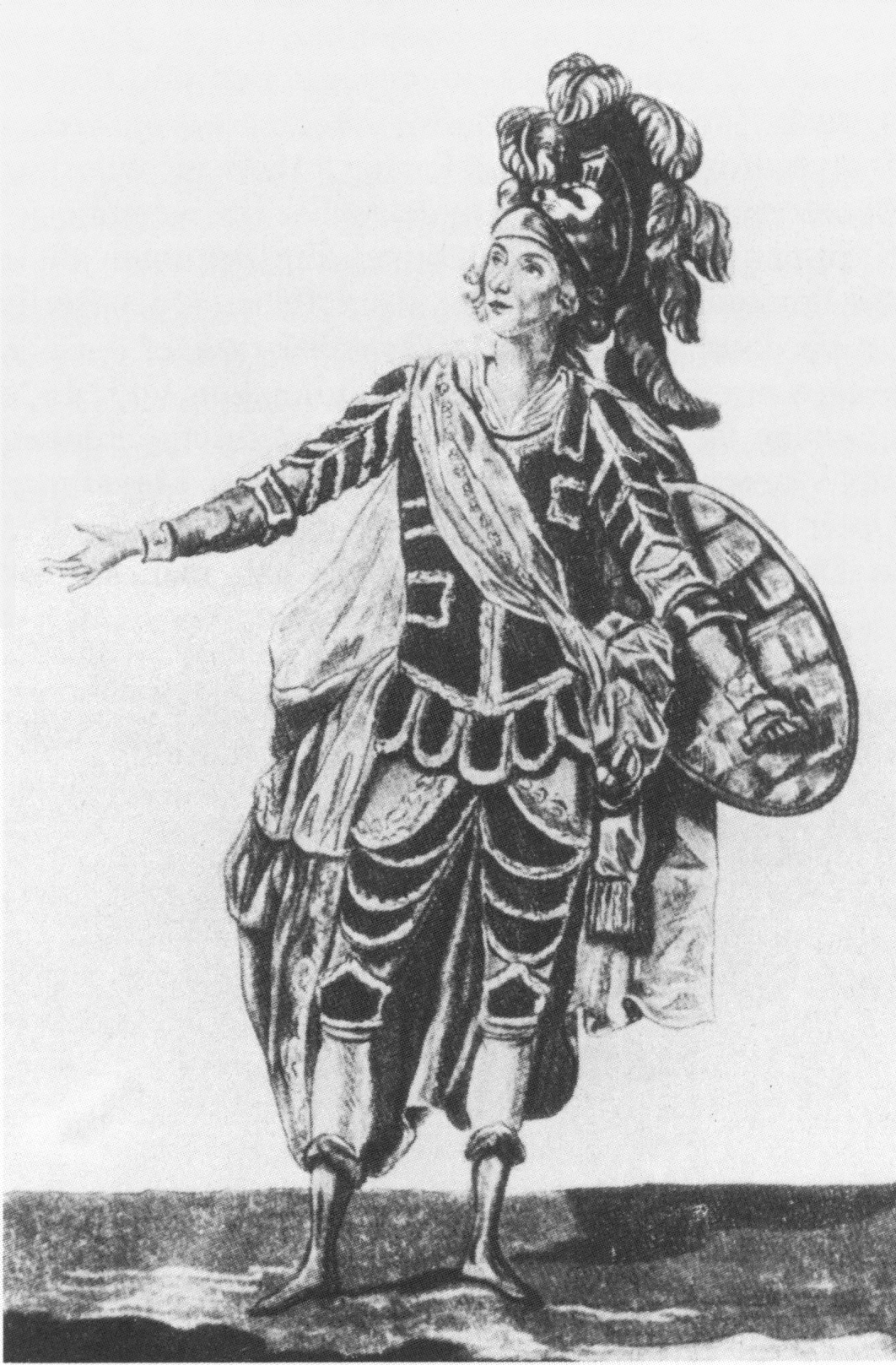
ルノー（ジャン＝ジョゼフ・ルソー）
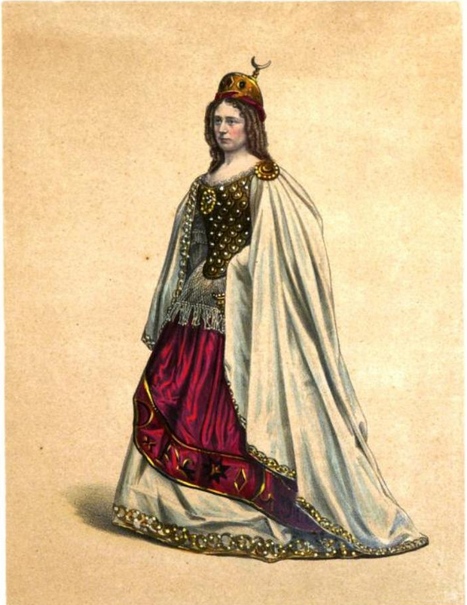
アルミード（ルイーズ・ケステル）
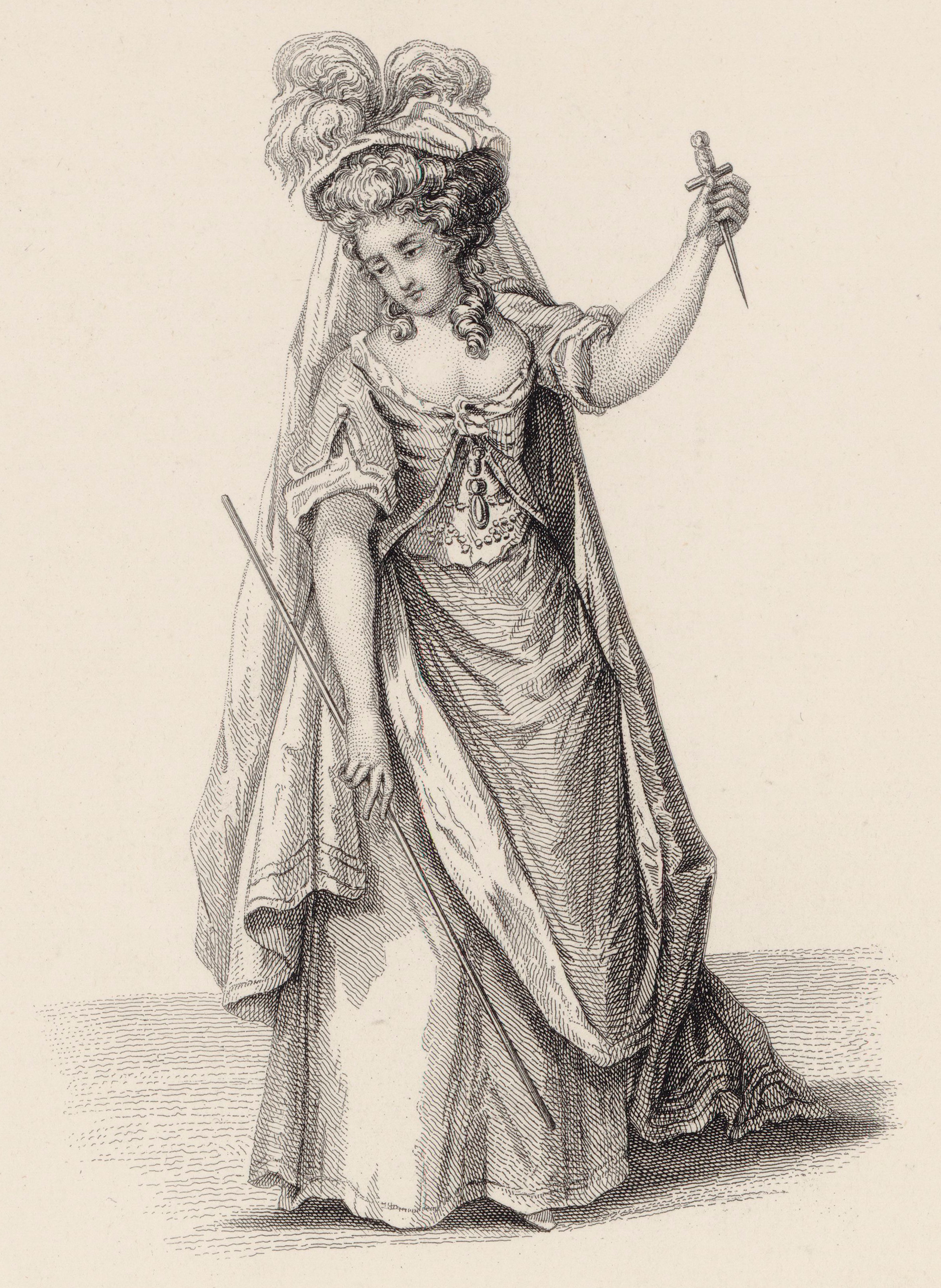
アルミード（マイヤール嬢）
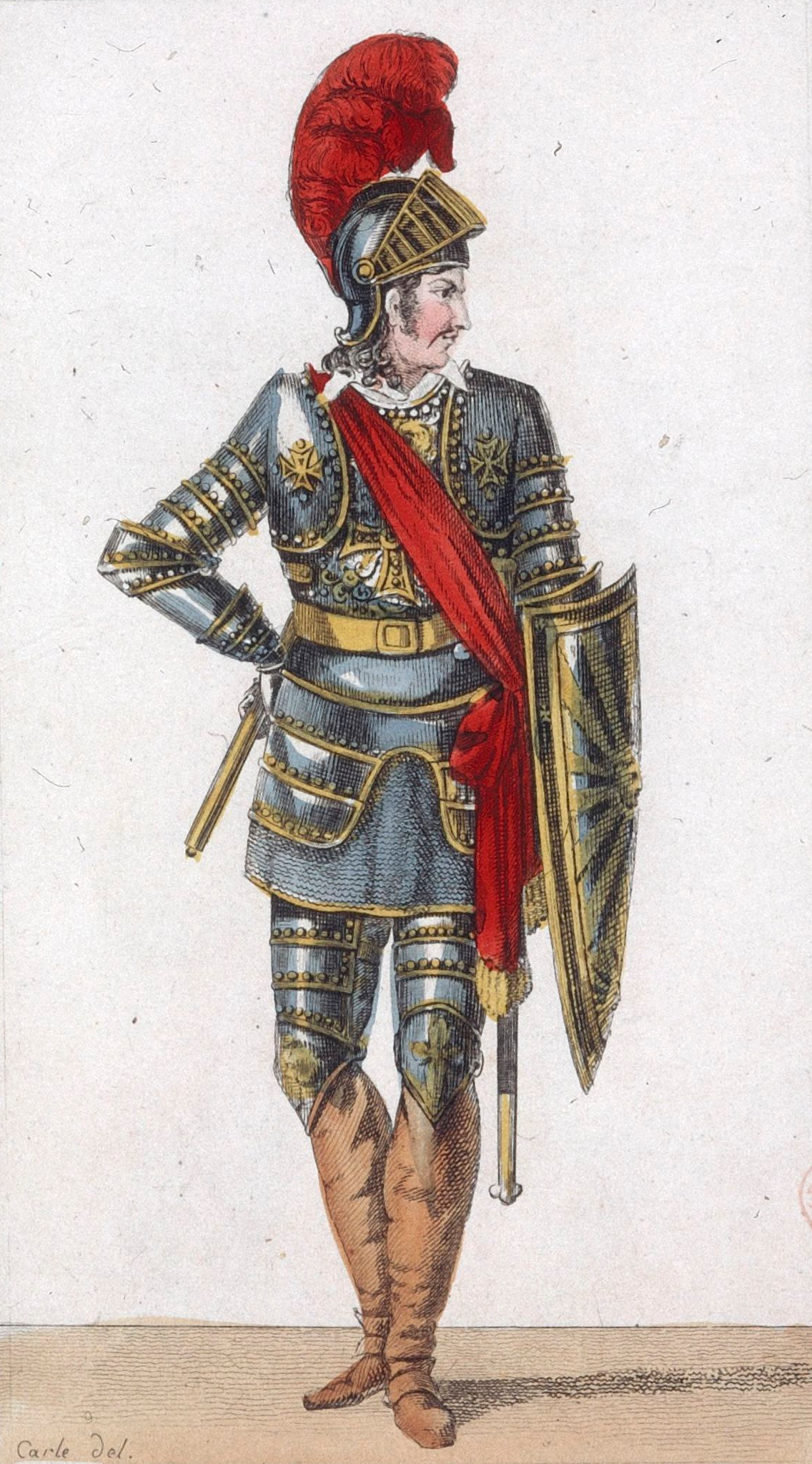
ユバルド（デリヴィス）

## あらすじ
物語の舞台：11世紀のシリア

### 第1幕
凱旋門が飾られたダマスカスの中央広場

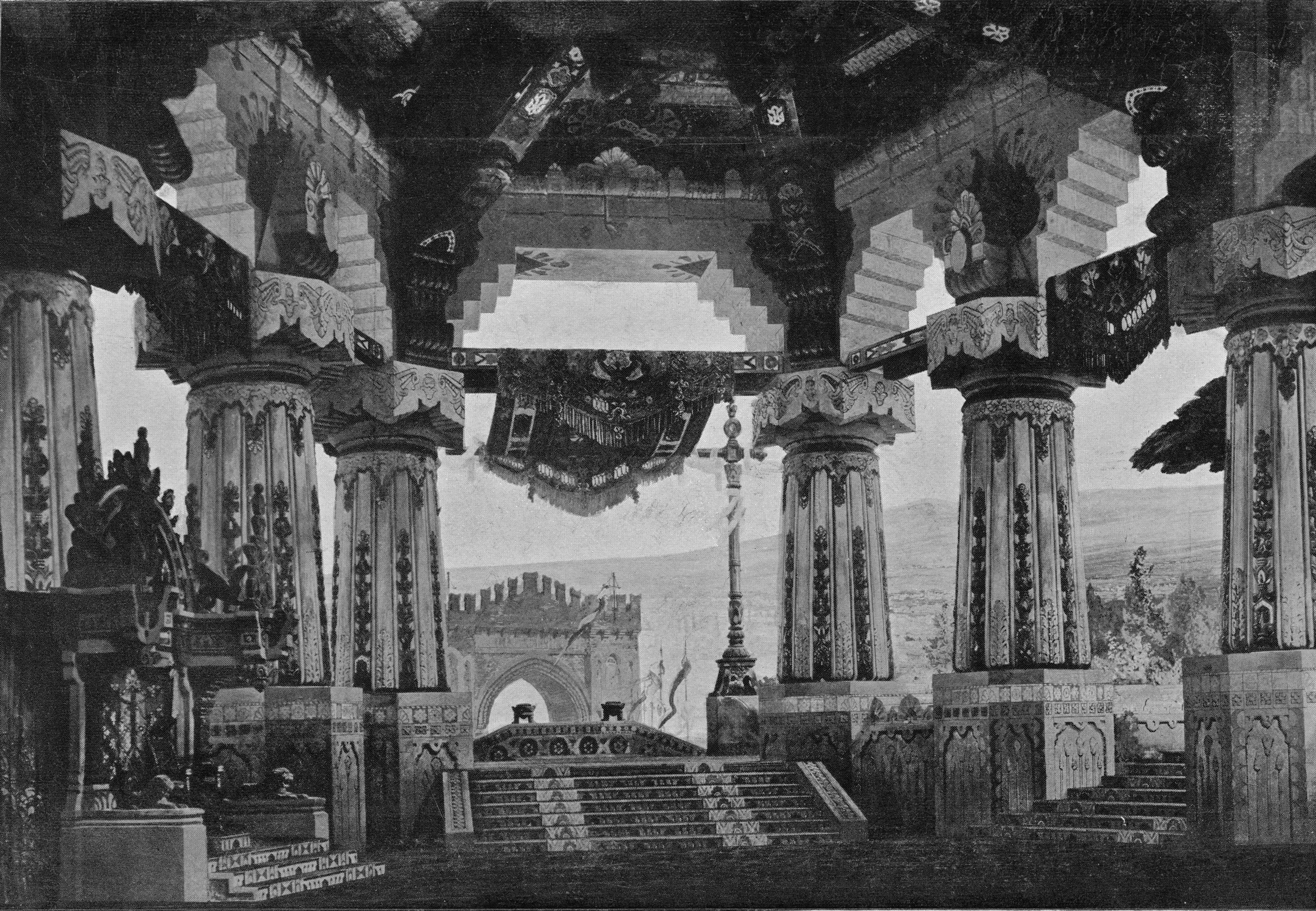
パリ・オペラ座(1905年)の上演時の舞台装飾

十字軍に勝利し凱旋したばかりの王女のアルミードを、侍従であるフェニースとシドニーが祝っている。しかし最も勇猛であると名高い十字軍兵士であるルノーをまだ倒していないことで、アルミードの心境は複雑だった。そんなアルミードの気を紛らわせようと、フェニースとシドニーはもっと勝利の喜びに浸ってはと言葉を掛ける。するとアルミードはもう一つ懸念すべきことがあると、２人にその詳細を語り始めた。それは夢の中に敵の戦士ルノーが現れて、彼が自分に剣を突き刺そうとした正にその瞬間に彼への愛情が芽生えてしまったのだと語る。そこへアルミードの伯父でダマスカス王のイドラオが従者たちを引き連れてやって来て、アルミードの勝利を称賛し、続けて早くいい相手を見つけて、結婚するようにとおどけた調子で言い出す。アルミードは〈アリエット〉「結婚の束縛に心が揺さぶられる」（La chaine de l’hymen m’étonne,）と複雑な心境を歌う。そして、結婚するなら、十字軍の戦士ルノーを打ち破るような戦士でなければ考えられないと言い返した。祝賀会も盛り上がり、ダマスカスの民衆がアルミードの勝利を讃える歌や踊りに興じているところへ、突然、牢獄の看守のアロントが駆け込んで来る。ルノーの奇襲により、十字軍の捕虜が全員逃亡してしまったと言う。ダマスカスの兵士たちは怒りに燃え、ルノーへの「復讐を誓う」（À notre vengeance）合唱で、第1幕を終える。

### 第2幕
ダマスカス郊外の田園地帯

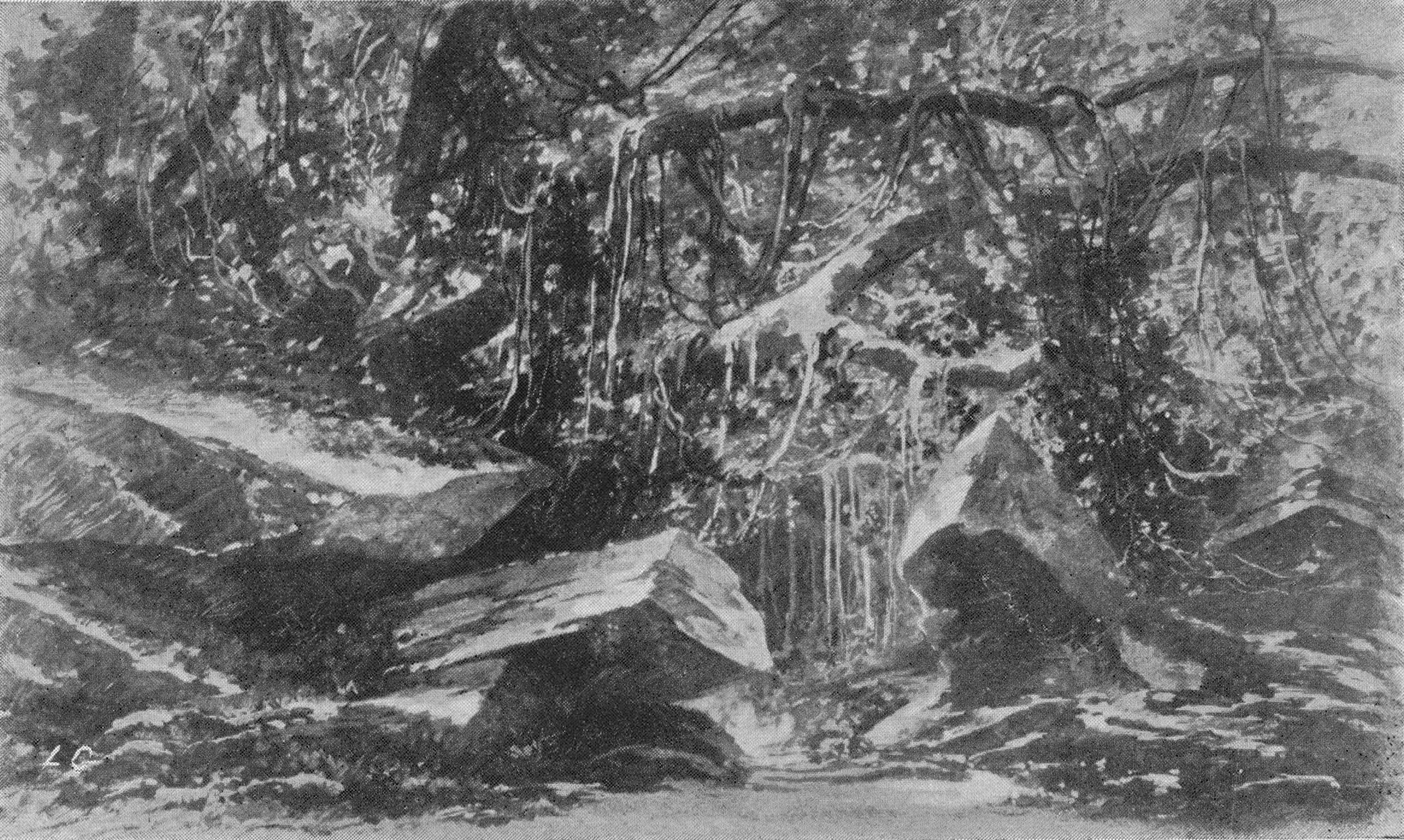
パリ・オペラ座(1905年)の上演時の2幕のセット・デザイン

敵の捕虜となっていた十字軍戦士を救い出したルノーは、その内の一人アルテミドールに、自分をおいて自軍の野営地に戻るよう言う。ルノー本人は、十字軍の総指揮官であるゴドフロワに追放された身なので、野営地には戻れないのであった。アルテミドールはルノーにアルミードに注意するように助言するが、ルノーは軍楽風の〈アリア〉「私は自由を愛する。何ものも私を束縛することはできない」（J’aime la liberté, rien n’a pu me contraindre）と歌い、アルミードがもたらすような危険は恐れないと強がる。二人が退場すると、アルミードとダマスカス王のイドラオが現れ、魔力を使ってルノーを倒そうと黄泉の国から悪霊たちを呼び寄せる〈二重唱〉「憎しみと怒りの聖霊よ」（Esprits de haine et de rage）。すると、美しい田園風景を眺めてルノーが〈アリア〉「この風景を見れば見るほど、この風景が大好きになる」（Plus j’observe ces lieux et plus je les admire）を歌う。ここではソロのフルートが小鳥のさえずりを表し、弱音器をつけたヴァイオリンの絶えまない８分音符の動きが静かに流れる小川の流れを表現する。すると、羊飼いや水の精などの精霊に扮した悪霊が現れ、歌や踊りでルノーを眠りへと誘う。そこへアルミードがやって来る。アルミードは眠りについた無抵抗の状態のルノーを刺し殺そうとするが、口をついて出て来る復讐の言葉とは裏腹に、何故かどうしてもルノーを殺害できない。彼女の躊躇をオーケストラによる感情のこもった官能的な音楽が彼女の本当の気持ちを的確に表現される。アルミードの心は、既にルノーに対する愛情で満たされていたのだった。アルミードは復讐できない自分を恥じたが、ルノーを殺せないのならば、彼が自分を愛するよう魔法をかけて戦場から遠ざけようと考え、「来たれ、助けよ、我が願いを」（Venez, secondez mes désirs）と歌って、悪魔たちを呼ぶと「私とルノーを世界の果てへ運んでくれ」（Volez, conduisez-nous au bout de l’Univers !）と頼んだ。（魔力による飛行はフルートとヴァイオリンが素早く演奏する16分音符の三連音に分割されたヴィオラのシンコペーションの伴奏、そして、とりわけアルミードの声をさらに高音へと導く独奏オーボエによる高音域の滑らかではない旋律線によって巧みに描写される。）

### 第3幕
荒野

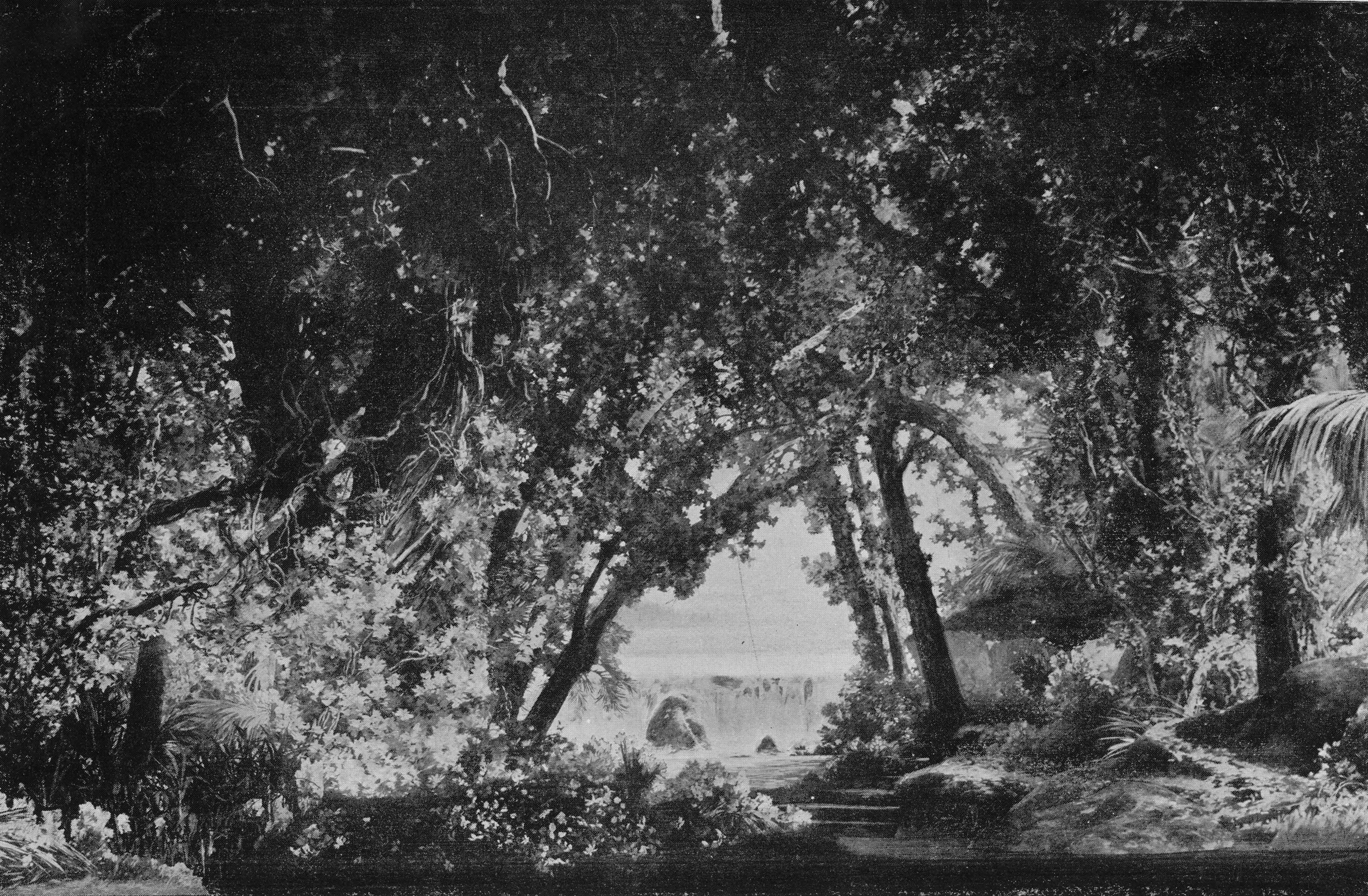
パリ・オペラ座(1905年)の上演時の３幕のセット・デザイン

アルミードはルノーに自分を愛するよう仕向けたものの、自分のルノーへの愛情を抑制できない気持ちを〈アリア〉「ああ！もし自由を奪われねばならぬとしたら」（Ah ! Si la liberté me doit être ravie）と歌う。アルミードの侍従のフェニースやシドニーは、今のところルノーがアルミードに捕えられている状況に満足しているのだが、アルミードは国のために十字軍を倒さねばならない立場なので、いつまでもルノーを保護することはできない。アルミードは意を決して、自分の心からルノーへの愛を消し去ろうと、〈アリア〉「来たれ！冷酷なる憎悪の神よ」（Venez, venez, Haine implacable !）を歌い、憎悪の神の力を借りることにする。悪魔たちと共に憎悪の神が現れる。合唱付きの3つのアリアが2つの踊りと交替するうちにアルミードの心から愛を消す儀式が始まる。すると突然アルミードが儀式を中断させ「やはり、あなたの恐ろしい助けはいらない！」（Laisse-moi, je renonce à ton secours horrible !）と叫ぶ。アルミードの声が突如として孤立し、他の声部の動きから切り離され、クレッシェンドして高く上行し、自分の中からルノーへの愛を奪われたなら、胸が張り裂けるだろうと明言する。憎悪の神はもし愛を選ぶのなら、お前は見捨てられ、罰せられるだろうと予言すると「お前がそれを望むなら、愛に身を委ねればよい」（Suis l'amour, puisque tu le veux）と彼女を嘲笑いながら、自分の運命に慄きながらも愛の神を信じることにしたアルミードを残して去っていく。

### 第4幕
荒野

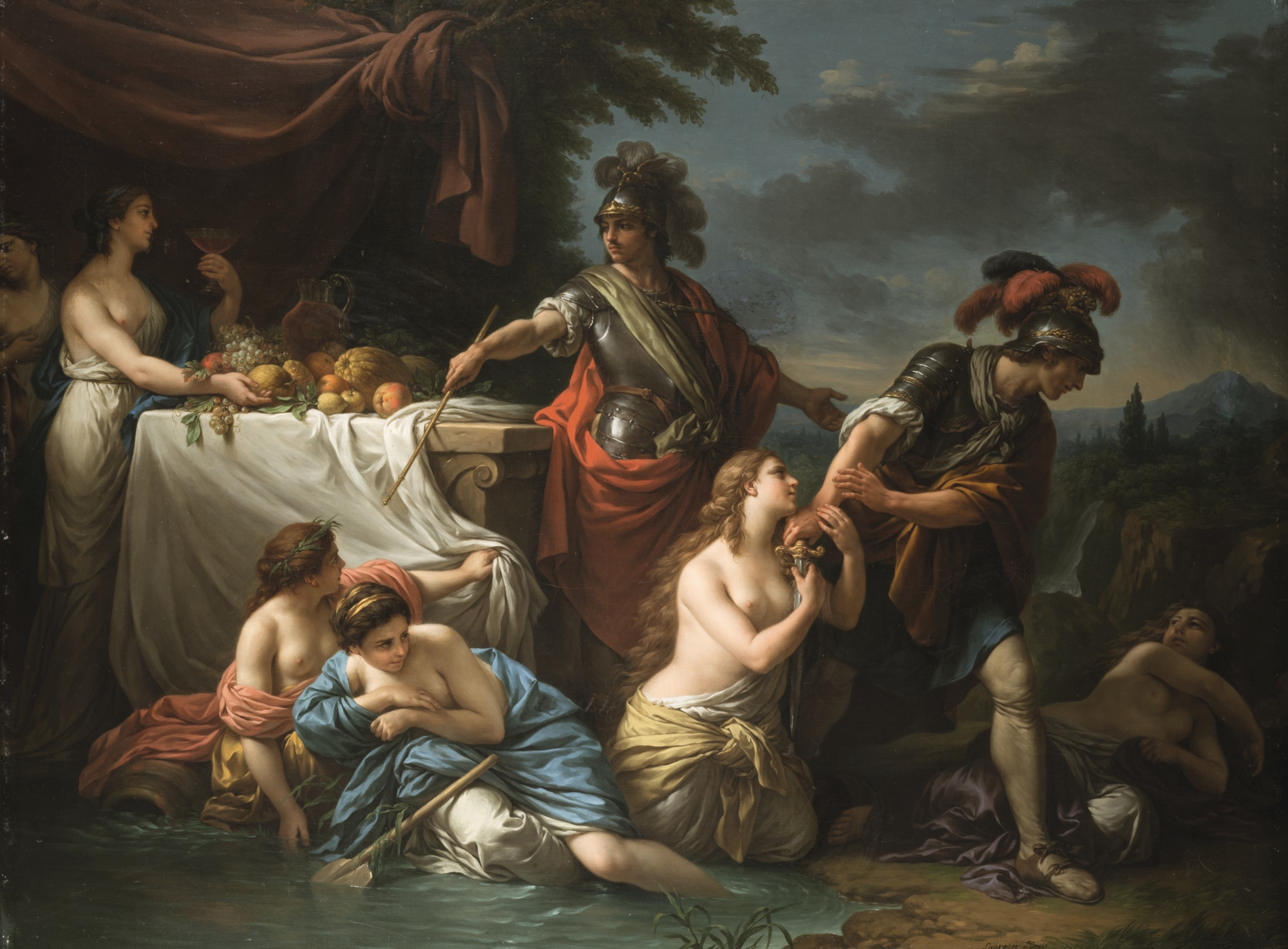
ラグルネによるユバルドとデンマークの騎士

十字軍の総指揮官はルノーを救出するために、ユバルドという兵士とデンマークの騎士１名をダマスカスの宮殿に派遣した。２人が宮殿に赴く間、アルミードの手下である魔物たちが行く手を阻んだが、２人は味方の魔法使いから渡されていた金の笏とダイヤモンドの盾で応戦し、魔物たちを打ち負かし、前進した。しばらく進むと急に辺りの荒野が美しい田園風景に変わり、そこへユバルドの恋人リュサンドと、デンマークの騎士の恋人メリスが現れた。彼女たちはアルミードの魔法で変身していた魔物たちであった。こちらを見つめて微笑みかける恋人たちの姿に、２人は一瞬心を奪われるが、こんな祖国から遠く離れた所に彼女たちがいるわけがない。必死で正気に戻り、金の笏で恋人たちに化けた悪魔を追い払うと、勇猛な決意の〈二重唱〉「危険な快楽から逃れよう」（Fuyons les douceurs dangereuses!）と歌い歩き出し、宮殿へと向かう。

### 第5幕
アルミードの魔法をかけられた宮殿の内部

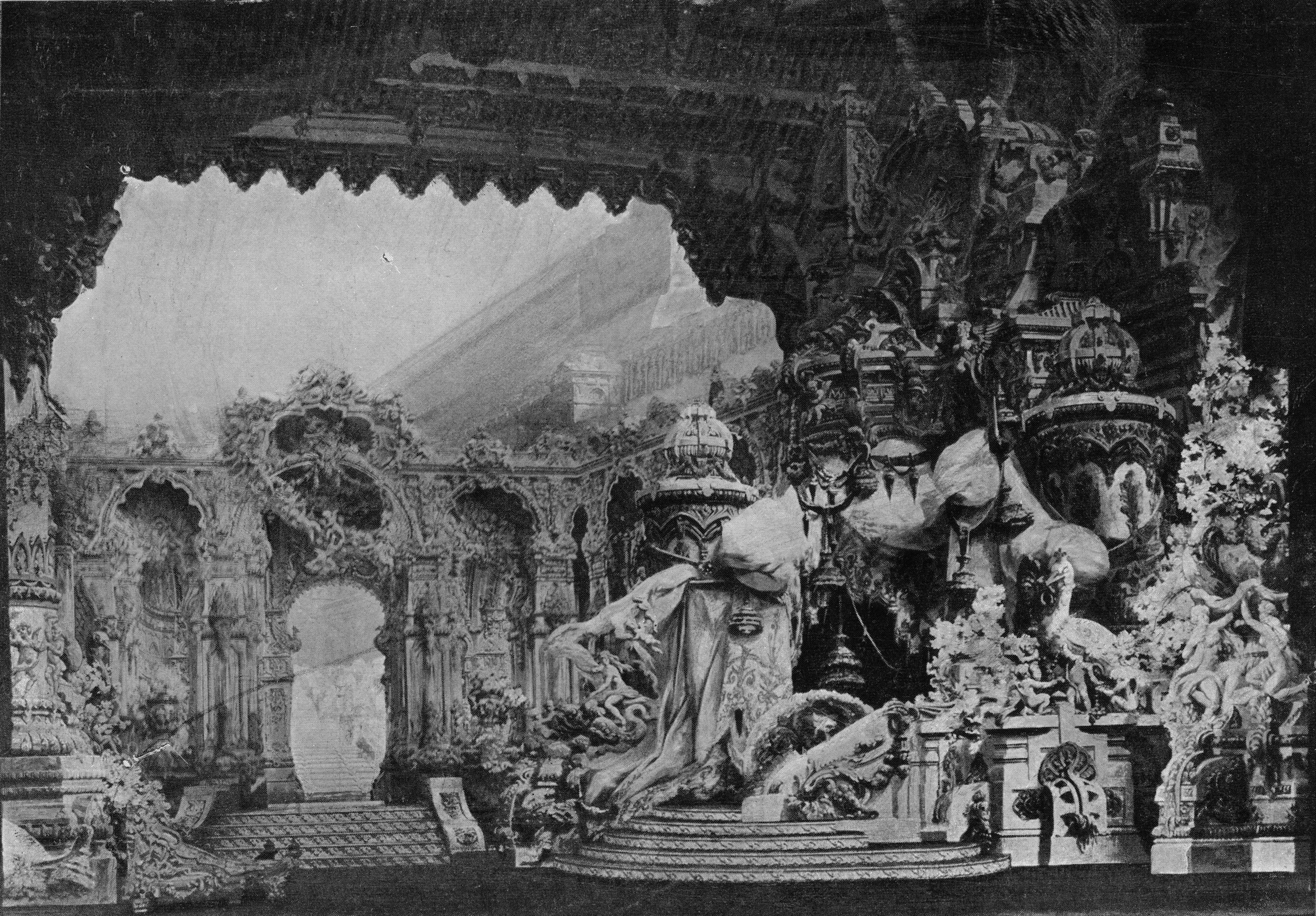
パリ・オペラ座(1905年)の上演時の5幕のセット・デザイン

今やアルミードはルノーへの愛にのめり込んでいるが、憎悪の神が予言したようにいつこの愛が失われてしまうのではないかと暗い予感に苛まれながら過ごしている。冒頭のルノーの物憂い溜息のようなフレーズは長い〈愛の二重唱〉「愛し合おう、邪魔するものはない」（Aimons-nous, tout nous y convie !）となる。そこでアルミードは何とか不安を取り除きたいと、悪霊たちのもとへ知恵を授かりに行くことにした。アルミードが留守の間、従者たちが快楽の精となり、ディヴェルティスマンに合わせて歌い踊って、ルノーを楽しませようとする。その初めと終わりはシャコンヌで、中間には合唱付きのアリアと他の舞踊音楽が挿入される。しかし、魔法をかけられたルノーの心は今やアルミードなしでは楽しむことも出来ず、従者たちは部屋から出ていくよう言われた。
そこへルノーを助けにユバルドとデンマークの騎士が現れる。２人がダイヤモンドの盾を見せると、ルノーに掛けられていた呪縛の魔法はすっかり解け、正気に戻ったルノーは十字軍から逃げた事実を思い出し、ユバルドたちと共に宮殿から出ていこうとする。するとちょうどそこへアルミードが戻り、彼女は恐れていたことが現実になってしまったと体を震わせ〈レシタティフ〉「ルノー！何ということ！苦しくて死にそう！」（Renaud ! Ciel ! Ô mortelle peine !）と言い、彼女はルノーが自分を裏切るのではないかという危惧が現実のものになった恐怖を表す。（ルノーの音楽はそれまでの半音階的な恋に悩むフレーズから慣習的で単純なレシタティフに取って代わられる。）ルノーはそんなアルミードに向かい「ああ、あまりに不幸なアルミード！ 貴女の運命は何と哀れなものだろう」（Trop malheureuse Armide, helas! Que ton destin est deplorable）と歌い去っていく。
独り残されたアルミードの心中は、愛を失った悲嘆と、あの時なぜルノーを殺してしまわなかったのかという悔恨、そして激しい復讐の気持ちが交錯し、気も狂わんばかりだった。この場面はルノーの最後の言葉「貴女の運命は何と哀れなものだろう」を繰り返すところから発展する〈アリオーソ〉となっており、この〈アリオーソ〉はグルックの最良の音楽の一つである。（アルミードが想像の中で、ルノーを刺殺するのをオーケストラは鮮明に描いている。）アルミードは魔法のかかった自分の宮殿を悪魔たちに破壊させると、ルノーへの復讐をするために二輪戦車に乗り飛び去っていくのだった。

## 関連作品
- 『オルフェとウリディス』(パリ版1774年)
- 『オーリードのイフィジェニー』（1774年）
- 『包囲されたシテール(改訂版)（フランス語版） 』(1775年)
- 『アルセスト』(1776年改訂版)
- 『トーリードのイフィジェニー』(1779年)
- 『エコーとナルシス（英語版）』 (1779年)

## 主な録音
| 年   | 配役 アルミード ルノー 憎悪の神 イドラオ ユバルド デンマークの騎士                                                                  | 指揮者 管弦楽団 合唱団                                                                             | レーベル                     |
| ---- | --- | -------------------------------------------------------------------------------------------------- | ---------------------------- |
| 1982 | フェリシティ・パーマー アントニー・ロルフ・ジョンソン リンダ・フィニー レイマンド・へリンクス スティーブン・ロバーツ キース・ルイス | リチャード・ヒコックス シティ・オブ・ロンドン・シンフォニア ザ・リチャード・ヒコックス・シンガーズ | CD: EMI EAN:5099964072821    |
| 1996 | ミレイユ・ドゥランシュ チャールズ・ワークマン エヴァ・ポドレシュ ロラン・ナウリ ブレット・ポレガート ヤン・ブロン                   | マルク・ミンコフスキ ルーヴル宮音楽隊 レ・ミュジシャン・デュ・ルーヴル合唱団                       | CD: Archiv EAN:0028945961620 |